# Снег (песме Николаjа Носкова)
Снег (срп. Снег) је пета песма са албума Паранойя руског музичара Николаја Носкова.

## О песми
Према Носкову, поред музике, коју је за песму сам компоновао у писању текста му је помогао текстописац Алексеј Чуланскиј.

## Спот
Спот је режирао Олег Погодин, који је касније постао познат по режији дугометражних филмова и ТВ емисија. У споту Николај види једну девојку у огледалу, али се испоставило да је све илузија.